# 6-Stunden-Rennen von Silverstone 1978

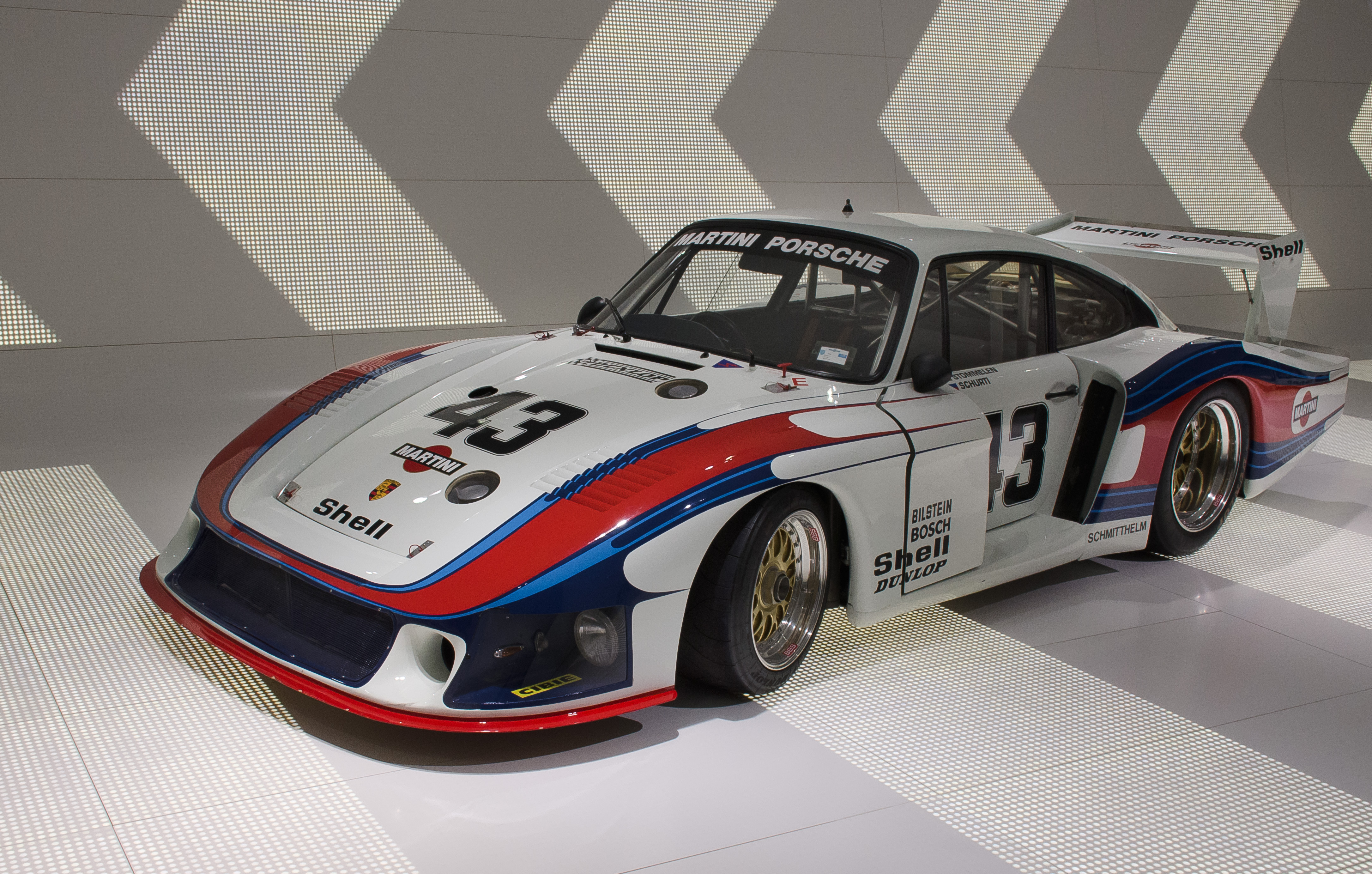
Der siegreiche Werks-Porsche 935/78

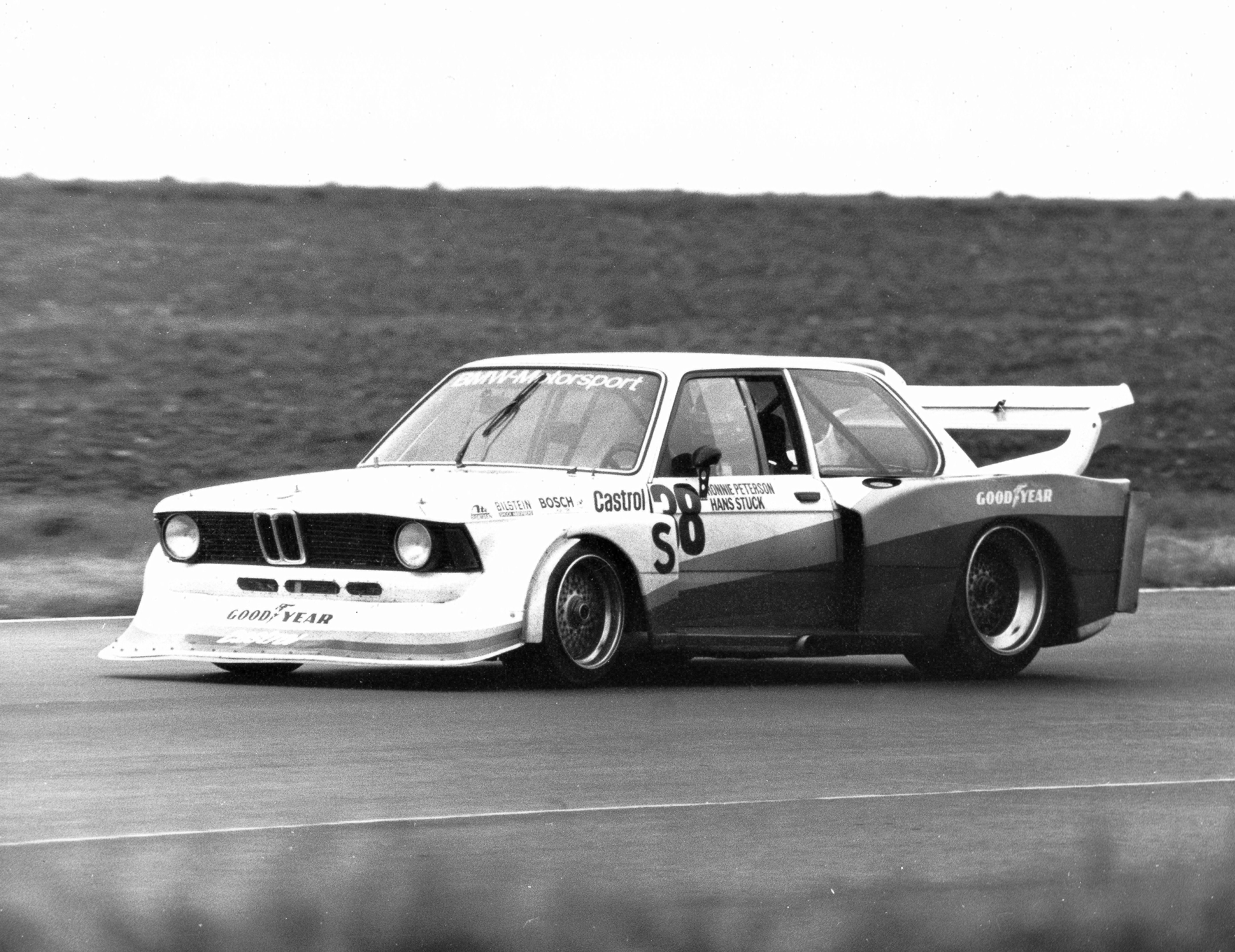
Der ausgefallene BMW 320i Turbo von Ronnie Peterson und Hans-Joachim Stuck

Das 6-Stunden-Rennen von Silverstone 1978, auch Silverstone World Manufacturers 6 Hours, Silverstone, fand am 14. Mai auf dem Silverstone Circuit statt und war der sechste Wertungslauf der Sportwagen-Weltmeisterschaft dieses Jahres.

## Das Rennen
Beim Langstreckenrennen in Silverstone kam es zum ersten Aufeinandertreffen der Werkswagen von Porsche und BMW in der Sportwagen-Weltmeisterschaft 1978. Unter der Führung von Norbert Singer und Manfred Jantke wurde bei Porsche ein komplett neuer Gruppe-5-Prototyp entwickelt und gebaut. Der Porsche 935/78 beruhte auf dem Porsche 911 SC und erhielt wegen seiner großen Abmessungen und weißen Grundlackierung von den Werksmechanikern den Beinamen Moby-Dick. Der neue 3,2-Liter-Sechszylinder-Boxermotor leistete bei einer Drehzahl von 8200/min mit zwei Turboladern maximal 620 kW (845 PS). Beim Debüt in Silverstone war der neue Porsche der Konkurrenz deutlich überlegen. Im freien Training fuhr Jochen Mass regelmäßig fünf Sekunden schneller als bei seiner Pole-Position-Zeit im Jahr davor. Problemlos verliefen Qualifikationstraining und Rennen. Mit Partner Jacky Ickx fuhr Mass im Rennen beständig an der Spitze. Der Vorsprung auf den zweitplatzierten Kremer-935 von Bob Wollek und Henri Pescarolo betrug im Ziel sieben Runden.
Auch der Werks-BMW 320i Turbo mit einem 2-Liter-Turbomotor, gefahren von Ronnie Peterson und Hans-Joachim Stuck, war gegen den Porsche chancenlos. Vom sechsten Trainingsrang ins Rennen gehend, steuerten die beiden Formel-1-Piloten den BMW zwar bis an die zweite Stelle der Gesamtwertung nach vorne, lagen beim Ausfall wegen eines Defekts an der Einspritzanlage aber schon mehrere Runden hinter dem Führungsfahrzeug. Zum Desaster wurde das Rennen für das Team von Georg Loos. Alle drei eingesetzten Porsche 935/77A fielen nach einem Unfall und technischen Defekten aus.

## Ergebnisse

### Schlussklassement
| 1                  | Gr. 5 | 1  | Martini Porsche                 | Jochen Mass Jacky Ickx                                      | Porsche 935/78      | 236 |
| 2                  | Gr. 5 | 8  | Porsche Kremer Racing           | Bob Wollek Henri Pescarolo                                  | Porsche 935/77A     | 229 |
| 3                  | Gr. 5 | 53 | BMW Belgium                     | Harald Grohs Eddy Joosen                                    | BMW 320i            | 220 |
| 4                  | Gr. 5 | 54 | BMW Belgium                     | Freddy Kottulinsky Markus Hotz                              | BMW 320i            | 220 |
| 5                  | Gr. 5 | 9  | Porsche Kremer Racing           | Dieter Schornstein Louis Krages Bob Wollek                  | Porsche 935/77A     | 219 |
| 6                  | Gr. 5 | 11 | Konrad Racing                   | Franz Konrad Volkert Merl                                   | Porsche 935/77A     | 203 |
| 7                  | GT    | 25 | Wrangler Racing Team            | Eberhard Sindel Preben Kristoffersen                        | Porsche 934         | 198 |
| 8                  | GT    | 24 | Pallvano Corse                  | Angelo Pallavicini Peter Bernhard                           | Porsche 934         | 195 |
| 9                  | GT    | 31 | Simon Phillips                  | Martin Raymond Simon Phillips John Beasley                  | Porsche Carrera RSR | 191 |
| 10                 | Gr. 5 | 32 | Charles Ivey Engineering        | Bob Neville Tony Wingrove Pete Lovett                       | Porsche Carrera RSR | 190 |
| 11                 | Gr. 5 | 10 | Team Vastkustugan               | Kurt Simonsen Jan Lundgardh                                 | Porsche 935 2.0     | 187 |
| 12                 | GT    | 35 | A.S.A. Cachia                   | Georges Bourdillat Alain-Michel Bernard                     | Porsche Carrera RSR | 184 |
| 13                 | T     | 41 | David Brodie                    | David Brodie Dave Matthews                                  | Ford Capri III      | 183 |
| 14                 | Gr. 5 | 17 | Klaus Drees                     | Mike Franey Klaus Drees                                     | Porsche 935         | 183 |
| 15                 | GT    | 22 | Kenneth Leim                    | Kenneth Leim Lella Lombardi                                 | Porsche 934         | 178 |
| 16                 | Gr. 5 | 5  | Gelo Racing Team                | Toine Hezemans Hans Heyer John Fitzpatrick                  | Porsche 935/77A     | 178 |
| Ausgefallen        |       |    |                                 |                                                             |                     |     |
| 17                 | Gr. 5 | 38 | BMW Motorsport GmbH             | Ronnie Peterson Hans-Joachim Stuck                          | BMW 320i Turbo      | 150 |
| 18                 | GT    | 28 | Meccarillos Racing Team         | Jacques Guérin Jean-Pierre Delaunay                         | Porsche 934         | 140 |
| 19                 | Gr. 5 | 4  | Gelo Racing Team                | Derek Bell Klaus Ludwig Hans Heyer                          | Porsche 935/77A     | 111 |
| 20                 | Gr. 5 | 6  | Gelo Racing Team                | John Fitzpatrick Toine Hezemans                             | Porsche 935/77A     | 95  |
| 21                 | Gr. 5 | 55 | BMW Italia Osella               | Giorgio Francia Umberto Grano                               | BMW 320i            | 95  |
| 21                 | Gr. 5 | 15 | Meccarillos Racing Team         | Claude Haldi Herbert Müller                                 | Porsche 935         | 66  |
| 22                 | GT    | 23 | Autohaus Max Moritz             | Edgar Dören Gerhard Holup                                   | Porsche 934         | 55  |
| 23                 | GT    | 60 | Carter Bros. Rochdale Ltd.      | Jon Fletcher Barrie Williams                                | Lotus Elan          | 41  |
| 24                 | Gr. 5 | 51 | BMW Sweden Bo Emanuelson Racing | Bo Emanuelsson Ingvar Carlsson                              | BMW 320i            | 30  |
| 25                 | Gr. 5 | 14 | Jolly Club                      | Carlo Facetti Martino Finotto                               | Porsche 935         | 24  |
| 26                 | Gr. 5 | 16 | A.S.A. Cachia                   | Jean-Louis Lafosse Michel Leclère                           | Porsche 935         | 24  |
| Nicht gestartet    |       |    |                                 |                                                             |                     |     |
| 27                 | Gr. 5 | 12 | Konrad Racing                   | Franz Konrad Volkert Merl                                   | Porsche 935         | 1   |
| 28                 | T     | 42 | Jeremy Nightingale              | Les Blackburn Brian Robinson Stuart Rolt Jeremy Nightingale | Ford Capri III      | 2   |
| 29                 | Gr. 5 | 52 | BMW Faltz Essen                 | Dieter Quester Tom Walkinshaw                               | BMW 320i            | 3   |
| Nicht qualifiziert |       |    |                                 |                                                             |                     |     |
| 30                 | GT    | 61 | Dick Lovett Specialist Cars     | Pete Lovett Peter Richman                                   | Porsche 924         | 4   |
| 31                 | T     | 63 | Ronnie Scott’s Club             | Dave McPherson Pete King John Waterman                      | Ford Escort         | 5   |
| 32                 | T     | 64 | Ken Coffey                      | Cyd Williams John Morris Ken Coffey                         | Ford Escort RS 2000 | 6   |
| 33                 | T     | 68 | Hughes of Beaconsfield          | Brian Cutting Gordon Mayers                                 | Toyota Celica       | 7   |

1 zurückgezogen
2 Antriebswelle im Training
3 Unfall im Training
4 nicht qualifiziert
5 nicht qualifiziert
6 nicht qualifiziert
7 nicht qualifiziert

### Nur in der Meldeliste
Hier finden sich Teams, Fahrer und Fahrzeuge, die ursprünglich für das Rennen gemeldet waren, aber aus den unterschiedlichsten Gründen daran nicht teilnahmen.
| Pos. | Klasse | Nr. | Team                        | Fahrer                          | Chassis                |
| ---- | ------ | --- | --------------------------- | ------------------------------- | ---------------------- |
| 34   | Gr. 5  | 2   | Reinhold Joest              | Reinhold Joest Jürgen Barth     | Porsche 935/77A        |
| 35   | Gr. 5  | 26  | Jolly Club                  | Carlo Rebai                     | Porsche 934            |
| 36   | Gr. 5  | 27  | Jolly Club                  | Girolamo Capra Michele di Gioia | Porsche 934            |
| 37   | Gr. 5  | 33  | Charles Ivey Engineering    | Charles Ivey                    | Porsche Carrera        |
| 38   | GT     | 34  | Bernard Salam               | Bernard Salam                   | Porsche Carrera        |
| 39   | Gr. 5  | 58  | Macinnes Amcron Racing Team | Ian Marshall Matthew Argenti    | Lotus Esprit S1        |
| 40   | Gr. 5  | 59  | Morfe Racing with Polaroof  | Richard Jenvey                  | Lotus Esprit S1        |
| 41   | T      | 66  | Remco Team                  | Michel Lauria Daniël Rombaut    | Alfa Romeo Alfetta GTV |

### Klassensieger
| Klasse | Fahrer          | Fahrer               | Fahrzeug       | Platzierung im Gesamtklassement |
| ------ | --------------- | -------------------- | -------------- | ------------------------------- |
| Gr. 5  | Jochen Mass     | Jacky Ickx           | Porsche 935/78 | Gesamtsieg                      |
| GT     | Eberhard Sindel | Preben Kristoffersen | Porsche 934    | Rang 7                          |
| T      | David Brodie    | Dave Matthews        | Ford Capri III | Rang 13                         |

### Renndaten
- Gemeldet: 41
- Gestartet: 26
- Gewertet: 16
- Rennklassen: 3
- Zuschauer: unbekannt
- Wetter am Renntag: Anfangs leichter Regen, später trocken
- Streckenlänge: 4,719 km
- Fahrzeit des Siegerteams: 6:00:00,000 Stunden
- Gesamtrunden des Siegerteams: 236
- Gesamtdistanz des Siegerteams: 1109,627 km
- Siegerschnitt: 184,938 km/h
- Pole Position: Jochen Mass – Porsche 935/78 (#1) – 1:22,380 = 206,202 km/h
- Schnellste Rennrunde: Jacky Ickx – Porsche 935/78 (#1) – 1:23,980 = 202,519 km/h
- Rennserie: 6. Lauf zur Sportwagen-Weltmeisterschaft 1978